# Пеннинские Альпы (римская провинция)
Пеннинские Альпы (лат. Alpes Poenninae) — провинция Римской империи, одна из трёх небольших провинций, располагавшихся в Альпах на границе современных Франции и Италии.
Основной задачей властей этих провинций было поддержание в порядке дорог через альпийские перевалы. Пеннинские Альпы граничили с Нарбонской Галлией на западе, Коттскими Альпами на юге, Верхней Германией на севере и Италией на востоке. По преданию, через перевал Сен-Бернар в Пеннинских Альпах Ганнибал вошёл в Италию. Отсюда и происходит их название (лат. Poenninae от римского наименования карфагенян лат. Poeni). Тит Ливий сообщает, что название происходит от имени местного божества Пеннина. В 15 году до н. э. император Октавиан Август покорил эту территорию и основал провинцию со столице в Августе Претории Салассорум.